# رمز الأرض
تُستخدم مجموعة متنوعة من الرموز أو الإصطلاحات الأيقونية لتمثيل الأرض، سواء بالمعنى كوكب الأرض، أو العالم المسكون، أو كعنصر تقليدي.
فهي دائرة تمثل العالم المستدير، مع أنهار جنة عدن تفصل بين أركان العالم الأربعة، أو استدارة 45 درجة لاقتراح القارات الأربع، وتظل اتفاقية تصويرية مشتركة للتعبير عن مفهوم «عالمي»، فالرمز الفلكي الحالي للكوكب عبارة عن دائرة بها تقاطع متقاطع، صليب متساوي الأضلاع محاط بدائرة ، على الرغم من أن الاتحاد الفلكي الدولي (IAU) لا يشجع الآن على استخدام رموز الكواكب، وهذا استثناء فاستخدم في الاختصارات مثل M🜨 لكتلة الأرض.

## التاريخ
أقدم نوع من الرموز هو تمثيل (الأدب)، تجسيدات أو التقديس، ومعظمها في شكل إلهة الأرض (في حالة الأساطير المصرية إله، جب).
قبل التعرف على الشكل الكروي للأرض في العصر الهلنستي، والسمة الرئيسية للأرض هي كونها مسطحة، تُصوِّر الهيروغليفية المصرية لكلمة «أرض، مكان» امتدادًا من الأرض الغرينية المسطحة مع حبيبات الرمل (جاردنر N16: 𓇾)، وبالمثل، فإن الكتابة المسمارية السومرية لكلمة «الأرض» كي (إلهة سومرية) تنشأ كصورة «لأرضية البيدر».

## الأرض، العنصر التقليدي
في التصوف الصيني، يمثّل العنصر التقليدي «الأرض» بثلاث خطوط متقطعة في كتاب التغيرات (☷)، ويمثل نظام نظرية العناصر الخمسة عنصر الأرض كـ 土 (tǔ) (انظر 土 في ويكاموس).
الرمز الكيميائي الغربي (الحديث المبكر) للأرض هو مثلث يشير للأسفل مقسم بخط أفقي (🜃)، تشمل الرموز الأخرى للأرض في الخيمياء أو التصوف المربع والثعبان.

## الكرة الأرضية

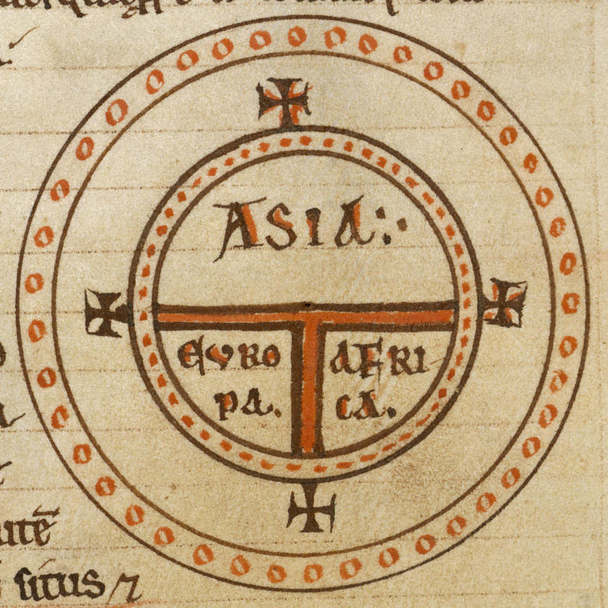
تمثيل T-and-O للعالم في القرن الثاني عشر.

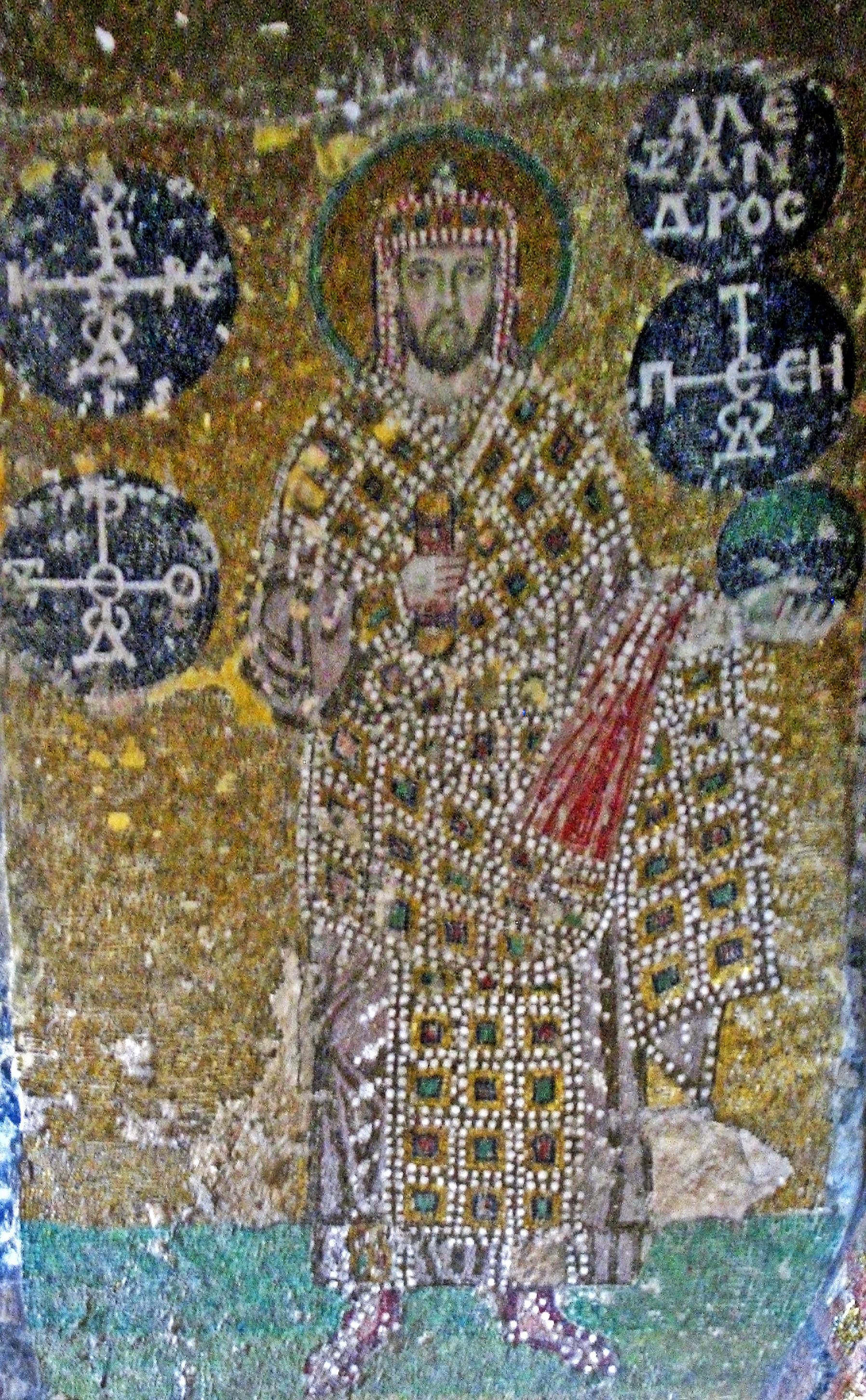
الإمبراطور البيزنطي ألكسندر، ممسكًا الأكاكية بيده اليسرى (على الجانب الأيمن من الصورة). فسيفساء من آيا صوفيا.

في العصر الروماني، تمثل الكرة الأرضية تمثيلًا للأرض الكروية، وأصبح الرمز الرئيسي الذي يمثل هذا المفهوم، لقد صوّر العالم «الكون» (تصوّر على أنه قبة سماوية) وكذلك الأرض أيضاً.
الكرة الأرضية الصليبية (♁) هي الكرة الأرضية التي يعلوها صليب مسيحي، تحملها الإمبراطورية البيزنطية من جهة لتمثيل العالم المسيحي، ومن ناحية أخرى تمثل أكاكيا الطبيعة الفانية لجميع الرجال.
في فترة العصور الوسطى، مُثّل العالم المعروف أيضًا برقم T-and-O، والذي يمثل خريطة عالمية مبسطة للغاية للقارات الثلاث الكلاسيكية للعالم القديم بمعنى آسيا وأوروبا وأفريقيا.
قدم يونيكود أربعة أحرف تمثل «الكرة الأرضية» في مجموعة الرموز المتنوعة والرسوم التوضيحية:
الكرة الأرضية لأوروبا - أفريقيا U+1F30D 🌍
الكرة الأرضية للقارة الأمريكية  U+1F30E 🌎
الكرة الأرضية لآسيا - أستراليا U+1F30F 🌏
الكرة الأرضية مع خطوط الطول U+1F310 🌐

## روابط خارجية
https://commons.m.wikimedia.org/wiki/Category:Earth_symbols